# Margherita Cagol

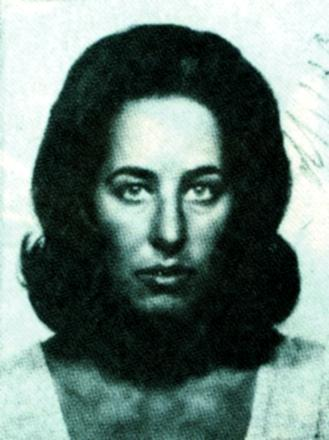
Foto des gefälschten Personalausweises von Margherita Cagol, ausgestellt auf den Namen Vera Perini, etwa 1971

Margherita Cagol (* 8. April 1945 in Sardagna; † 5. Juni 1975 in Melazzo) war eine italienische linksextremistische Terroristin und leitendes Mitglied der Roten Brigaden. Sie war unter dem Namen  „Mara“ bekannt. Durch ihren „Tod im Kampf“ erhielt sie eine ikonische Bedeutung für die Extreme Linke.

## Leben
Margherita Cagol wurde in einer katholisch-konservativen Mittelschichtfamilie in Sardagna im Trentino in Norditalien geboren. Ihre Mutter arbeitete in einer Apotheke und ihr Vater besaß eine Parfümerie. 1964 schloss sie eine Ausbildung als Buchhalterin ab und begann ein Soziologiestudium an der Fakultät für Sozialwissenschaften an der Universität von Trento. Sie wurde Teil der Studentenbewegung und lernte ihren späteren Komplizen und Mitanführer der Roten Brigaden, Renato Curcio, bei der Arbeit in der Redaktion der Publikation Lavoro Politico (Politische Arbeit) kennen. Sie schloss 1969 ihr Studium ab und heiratete Renato Curcio. Das Paar zog nach Mailand, wo Cagol mit einem Stipendium für zwei Jahre weiter Soziologie studieren wollte.
In der zweiten Jahreshälfte 1970 wurden als Resultat einer Verbindung von Curcios Proletarischer Linken und einer radikalen Studenten- und Arbeiter-Gruppierung die Roten Brigaden gegründet. Nachdem Renato Curcio im Februar 1971 wegen der Besetzung eines leerstehenden Hauses verhaftet worden war, gingen Curcio, Cagol und weitere militante Mitstreiter der Proletarischen Linken endgültig in den Untergrund und organisierten die Roten Brigaden. Cagol war an den Aktivitäten der Roten Brigaden von 1972 bis 1975 beteiligt. Curcio und Alberto Franceschini wurden am 8. September 1974 in Pinerolo verhaftet. Am 18. Februar 1975 befreite ein von Mara Cagol angeführtes Kommando Renato Curcio und Alberto Franceschini aus dem Gefängnis Casale Monferrato.
Am 5. Juni 1975 kidnappten die Mitglieder der Roten Brigaden den Industriellen Vallarino Gancia. Auf diese Art versuchte die Gruppe an Geld zu kommen. Cagol und ein weiterer Terrorist hielten den Mann in einem zuvor erworbenen Landhof, dem Spiotta-Hof, fest. Als die Carabinieri das Gehöft durchsuchen wollten, kam es zu einer Schießerei und Granatenwürfen. Cagol und ein Polizist wurden getötet, der andere Terrorist entkam.
In den schriftlichen Erklärungen Curcios wurde sie fortan als ein „Vorbild der Loyalität, des Mutes und der Heldenhaftigkeit“ gepriesen. Die deutsche Rote Armee Fraktion griff den Namen Cagols auf und bekannte sich zum Anschlag auf Karl Heinz Beckurts durch ein Kommando Mara Cagol.